# Анненка (Задонский район)
А́нненка — деревня в Задонском районе Липецкой области на берегу реки Дон. Входит в состав Донского сельсовета.

## География
Деревня находится на правом берегу реки Дон, на расстоянии 35 км к северу от Задонска, административного центра района. Ближайшая станция железной дороги — Дон.

## Население
| 2009 | 2010 |
| ---- | ---- |
| 42   | ↘38  |

## Улицы
В деревне имеется одна улица — Заречная.